# Barleria acanthoides
Barleria acanthoides är en akantusväxtart som beskrevs av Vahl. Barleria acanthoides ingår i släktet Barleria och familjen akantusväxter. Inga underarter finns listade i Catalogue of Life.